# Bazoft
Bazoft (بازفت) is een bakhsh (district) op de grens van de Iraanse provincies Chahār Maḩāll va Bakhtīārī (Perzisch: استان چهارمحال و بختیاری) en Khūzestān. Het district bestaat uit twee dehestāns (rurale gemeente): Bazoft (8526 inw.) en Doab (5744 inw.)
Hoewel Bazoft formeel in eerstgenoemde provincie ligt, voelen de inwoners zich Khuzestanen. Dit onder andere, omdat de provinciegrenzen in het verleden gewijzigd zijn, waardoor Bazoft buiten Khuzestan kwam te liggen. Het district is gelegen aan de oorsprong van de rivier Karoen (ook wel Karun), aldaar nog Bazoft-rivier geheten, die helemaal tot in de Perzische Golf doorstroomt. Bazoft ligt in het bergachtige deel (het Zagrosgebergte) van de mid-westelijk gelegen provincie Chahar Mahaal en Bakhtiari, die grenst aan Khuzestan dat weer grenst aan Irak. De bestaansmiddelen in Bazoft behelzen onder meer het houden van pluimvee en het transport van bouwmaterialen.